# Klaus Kießling
Klaus Kießling (* 13. Juli 1962 in Stuttgart) ist ein römisch-katholischer Theologe, Psychologe, Pastoralpsychologe, Psychotherapeut, Supervisor, Diakon und Hochschullehrer. Er ist Professor an der Philosophisch-Theologischen Hochschule Sankt Georgen in Frankfurt am Main und dort Leiter des Seminars für Religionspädagogik, Katechetik und Didaktik sowie des Instituts für Pastoralpsychologie und Spiritualität.

## Leben
Klaus Kießling engagierte sich in der kirchlichen Jugendarbeit in der Gemeinde St. Peter und Paul in Leinfelden-Musberg sowie auch im Kirchlichen Krankenpflegeverein Leinfelden-Echterdingen. Im Rahmen seines Zivildienstes arbeitet er 1982 bis 1983 in der Pflege und Erziehung mehrfach behinderter Kinder und Jugendlicher im Kinderzentrum Maulbronn.
Kießling studierte im Doppelstudium Katholische Theologie (mit Abschluss Diplom), Psychologie (mit Abschluss Diplom) in Würzburg und Freiburg (Breisgau). Es folgten Promotionsstudien in Psychologie (Dr. phil. 1997) an der Universität Bern und in Praktischer Theologie (Dr. theol. 2001) an der Universität Fribourg. 2004 habilitierte er sich an der Universität Tübingen und wurde zum Privatdozenten für Religionspädagogik und Katechetik ernannt. Im außeruniversitären Bereich absolvierte er Ausbildungen in Klientenzentrierter Gesprächsführung (GWG), zum Klinische Psychologen und Psychotherapeuten (BDP), sowie zum Ausbilder für Pastoralpsychologie, zum Supervisor und zum Lehrsupervisor (DGfP).
Von 1986 bis 1988 war Kießling Mitarbeiter am Fachbereich Pastoralpsychologie der Theologischen Fakultät der Universität Würzburg, von 1988 bis 1998 wissenschaftlicher Mitarbeiter am Institut für Caritaswissenschaft und Christliche Sozialarbeit der Theologischen Fakultät der Universität Freiburg i.Br., in den Jahren 1992 und 1993 auch an der Katholischen Akademie der Erzdiözese Freiburg sowie am Psychologischen Institut der Universität Freiburg i.Br. Von 1991 bis 1999 betreute er Strafgefangene in der Justizvollzugsanstalt Freiburg i.Br. und arbeitete in der Katholischen Arbeitsgruppe Straffälligenhilfe der Arbeitsgemeinschaft für Gefährdetenhilfe und Jugendschutz (AGJ) in der Erzdiözese Freiburg i.Br. mit.
Kießling war von 1998 bis 2003 Gastdozent an der Hochschule Lahti (Finnland), zugleich war er von 1998 bis 2002 wissenschaftlicher Assistent an der Abteilung für Religionspädagogik, Kerygmatik und Kirchliche Erwachsenenbildung der Katholisch-Theologischen Fakultät der Universität Tübingen, wo er von 2000 bis 2002 für die wissenschaftliche Koordination des interdisziplinären Pilotprojekts „Religiosität und Familie“ verantwortlich war (Forschungsförderung des Landes Baden-Württemberg). Von 2002 bis 2004 war er stellvertretender Leiter des Instituts für berufsorientierte Religionspädagogik an der Katholisch-Theologischen Fakultät der Universität Tübingen. 
Seit dem Jahr 2004 ist Kießling Professor für Religionspädagogik, Pastoralpsychologie und Psychologie an der Philosophisch-Theologischen Hochschule Sankt Georgen in Frankfurt am Main und ist Direktor des dort angesiedelten Instituts für Pastoralpsychologie und Spiritualität.
2004 wurde er zum Ständigen Diakon der Diözese Rottenburg-Stuttgart ordiniert.
Kießling ist verheiratet und Vater zweier Söhne.

## Mitarbeit in Gremien (Auswahl)
Kießling war von 2005 bis 2007 im Kreis der Experten des „Colloquium Europäischer Pfarreien“ (CEP), von 2006 bis 2009 Mitglied der Arbeitsgruppe zur Prüfung der Qualitätsmanagementprozesse in Kindertagesstätten im Bistum Limburg.
Er ist in zahlreichen Gremien der Hochschule Sankt Georgen tätig, unter anderem Mitglied im Hochschulrat und der Kommission zur internen Evaluation der Hochschule. Zudem ist er Mitglied des Diözesansynodalrates im Bistum Limburg als Vertreter der Hochschule Sankt Georgen. Auch wirkt er als wissenschaftlicher Beirat des Frankfurter Instituts für berufsorientierte Religionspädagogik und seit 2010 als gemeinsamer wissenschaftlichen Beirat des Evangelischen und des Katholischen Instituts für berufsorientierte Religionspädagogik der Universität Tübingen. Seit 2005 ist er Mitglied des Forschungskreises „Kommunikative Theologie“.
Kießling ist seit 2002 Mitglied des Stiftungsrats der Stiftung „Gottesbeziehung in Familien“ sowie und Mitglied im Arbeitskreis Öffentlichkeitsarbeit der Deutschen Gesellschaft für Pastoralpsychologie (DGfP). Seit 2009 ist er Präsident des Internationalen Diakonatszentrums (IDZ), dessen Vizepräsident er von 2005 bis 2009 war, sowie Mitglied der Theologenkommission des IDZ. Seit 2010 ist er Mitglied der Arbeitsgruppe „Ständiger Diakonat“ der Kommission für Geistliche Berufe und Kirchliche Dienste (IV) der Deutschen Bischofskonferenz.

## Publikationen (Auswahl)

### Monographien
- „Love greets you“ – On the culture of deacony (= Publications of the Department of Practical  Theology, Volume 93), Helsinki (Finland) 1998; veränderte Fassung in lettischer Übersetzung: Jus sveicina milestiba. Raksti par diakonisku kulturu (= Es grüßt euch die Liebe. Beiträge zu einer diakonischen Kultur). Riga 2004.
- Psychotherapie – ein chaotischer Prozeß? Unterwegs zu einer postcartesianischen Psychologie. Stuttgart 1998.
- Seelsorge bei Seelenfinsternis. Depressive Anfechtung als Provokation diakonischer Mystagogie. Herder, Freiburg i.Br. 2002.
- „Nützlich und notwendig“: Psychologisches Grundwissen in Theologie und Praxis (= Praktische Theologie im Dialog; Band 24), Fribourg 2002.
- Religiöses Lernen. Multidisziplinäre Zugänge zu religionspädagogischer Theorie und Praxis (= Pastoralpsychologie und Spiritualität; Band 6), Frankfurt am Main 2003.
- Zur eigenen Stimme finden. Religiöses Lernen an berufsbildenden Schulen (= Zeitzeichen, Band 16), Ostfildern, 2004, Nachauflage 2004.
- Elämäntaito. Monitieteisiä artikkeleita diakoniatieteestä (= Lebenskunst. Multidisziplinäre Beiträge zur Diakoniewissenschaft), Vammala (Finnland) 2004.
- mit Guntis Dislers: Radikalas krizes: problemas un risinajumi. Macibu metodiskais lidzeklis (= Radikale Krisen: Probleme und Lösungen. Lehr- und Lernwege), Jūrmala (Lettland) 2010.
- mit Chunhee Cho, Hermann-Josef Wagener: Blickpunkt Lateinamerika. Empirische Studie zur weltkirchlichen Arbeit der Bischöflichen Aktion Adveniat (Diakonie und Ökumene / Diakonia and Ecumenics; Bd. 4), Münster 2012.
- mit Michael Mähr: „Die Sternsinger, wenn’s die nicht gäbe!“ Eine empirische Studie. Ostfildern 2012.
- mit Andreas Günter, Stephan Pruchniewicz: Machen Unterschiede Unterschiede? Konfessioneller Religionsunterricht in gemischten Lerngruppen. Ansichten – Einsichten – Aussichten. Göttingen 2018.
- Geistlicher und sexueller Machtmissbrauch in der katholischen Kirche. Würzburg 2021. ISBN 978-3-429-05607-0

### Herausgeberschaften
- mit Albert Biesinger, Josef Jakobi, Joachim Schmidt: Lernfelddidaktik als Herausforderung. Religionsunterricht an berufsbildenden Schulen (= gott – leben – beruf; Band 1). Norderstedt 2005.
- mit Viera Pirker, Jochen Sautermeister: Wohin geht die Kirche morgen? Entwicklung Pastoraler Prioritäten in der Diözese Rottenburg-Stuttgart. Ostfildern 2005.
- mit Albert Biesinger, Ottmar Fuchs: Solidarität als interkultureller Lernprozeß (= Tübinger Perspektiven zur Pastoraltheologie und Religionspädagogik. Band 22). Münster 2005.
- Ständige Diakone – Stellvertreter der Armen? Projekt Pro Diakonia: Prozess – Positionen – Perspektiven (= Diakonie und Ökumene / Diakonia and Ecumenics, Band 2). Münster 2006.
- Geistliche Begleitung zwischen Pastoralpsychologie und Spiritualität (= Themenheft der Zeitschrift „Wege zum Menschen“), Jahrgang 60, 2008, Heft 4.
- mit Martin Jochheim: Transformationen. Pastoralpsychologische Werkstattberichte. 2. Auflage der Ausgaben 1–4, Frankfurt am Main 2008.
- mit Reinhold Boschki, Helga Kohler-Spiegel, Monika Scheidler, Thomas Schreijäck: Religionspädagogische Grundoptionen. Elemente einer gelingenden Glaubenskommunikation (= Festschrift Albert Biesinger). Freiburg i.Br. 2008.
- mit Chunhee Cho, Viera Pirker: Weltkirchliche Arbeit heute für morgen – Wissenschaftliche Studie in Gemeinden deutscher Diözesen (= Arbeitshilfen, Nummer 235). Bonn 2009.
- Diakonische Spiritualität. Beiträge aus Wissenschaft, Ausbildung und Praxis. (= Festschrift Godehard König) (= Diakonie und Ökumene / Diakonia and Ecumenics, Band 3), Münster 2009.
- Geistliche Begleitung. Beiträge aus Pastoralpsychologie und Spiritualität (Edition Wege zum Menschen; Bd. 1). Göttingen 2010.
- Sexueller Missbrauch. Fakten – Folgen – Fragen. Ostfildern 2011.
- mit Albert Biesinger, Josef Jakobi, Joachim Schmidt: Interreligiöse Kompetenz in der beruflichen Bildung. Pilotstudie zur Unterrichtsforschung (Religion und berufliche Bildung; Bd. 6), Münster 2011.
- In der Schwebe des Lebendigen. Zum theologischen Ort der Pastoralpsychologie. Ostfildern 2012.
- mit Heinz Schmidt: Diakonisch Menschen bilden. Motivationen – Grundierungen – Impulse (Diakonie. Bildung – Gestaltung – Organisation; Bd. 13), Stuttgart 2014.
- mit Jakob Mertesacker: Seelsorge interkulturell. Pastoralpsychologische Beiträge. Göttingen 2019.
- mit Theresia Strunk: Zwischen Dienstaufsicht und Dienstleistung. Studie zur Evaluation des Leitbilds der Diözesan-Kurie Rottenburg-Stuttgart. Ostfildern 2019.

### Reihen (Herausgeberschaft)
- mit Albert Biesinger, Josef Jakobi, Joachim Schmidt: Reihe SinnVollSinn. Religion an Berufsschulen. Materialien (Schulbuch und DVD) für die Fachklassen des Dualen Systems und die entsprechenden Bildungsgänge (erarbeitet von Michael Boenke).
- mit Anna-Katharina Szagun: Reihe Kinder Erleben Theolo.gie.
- mit Albert Biesinger, Volker Elsenbast, Andreas Obermann: Reihe Religion und berufliche Bildung.
- mit Karl Frielingsdorf: Reihe Pastoralpsychologie und Spiritualität.
- mit Bernd Jochen Hilberath: Reihe Diakonie und Ökumene / Diakonia and Ecumenics.

### Reader und Hefte
- Reader: Prieksstati par cilveku (= Menschenbilder), Jūrmala (Lettland) 2000.
- Seelsorge bei Seelenfinsternis (= geistlich. Speyerer Hefte für Spiritualität, Band 9), Speyer: Bischöfliches Ordinariat, 2004.
- Plädoyer für eine mystagogische Konzeption. Religionsunterricht in der Grundschule auf der Suche nach neuen Wegen (= Limburger Impulse zur Religionspädagogik, Band 4), Limburg an der Lahn 2008.

### Schriftleitungen
- seit 2002: Transformationen. Pastoralpsychologische Werkstattberichte
- 2006–2017: Diaconia Christi